# Kohala Bridge

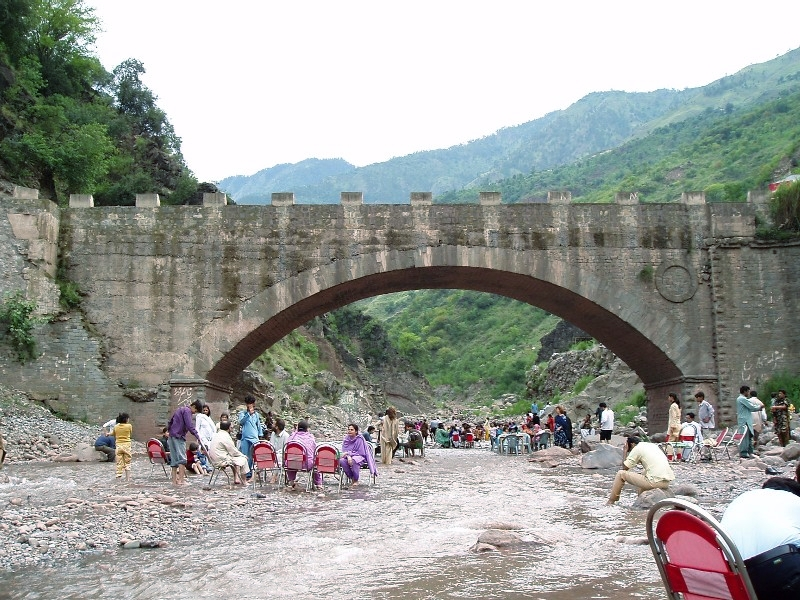
De voormalige Kohala Bridge

De Kohala Bridge is een brug over de Jhelum, een zijrivier van de Indus. De brug is onderdeel van een van de routes tussen het autonome gebied Azad Kasjmir en de provincie Khyber-Pakhtunkhwa in Pakistan. 
De brug ligt bij de plaats Kohala, 38 kilometer ten noorden van Murree en 35 kilometer ten zuiden van Muzaffarabad. De eerste brug op deze locatie werd gebouwd in 1877, maar deze werd weggespoeld in een overstroming in 1890. Een nieuwe verplaatsbare stalen brug werd geplaatst in 1899, maar ook deze werd weggespoeld in 1990. De derde en huidige brug werd gebouwd in 1993 in het noorden van het Birot Kalan Union Council.